# Gabe Gala
Gabriel „Gabe“ Gala (* 29. Juni 1989 in Yola) ist ein aus Nigeria stammender kanadischer Fußballspieler.

## Karriere
Gala unterschrieb 2007 beim MLS-Expansion-Team Toronto FC einen so genannten developmental contract (einen niedrig dotierten Vertrag für Nachwuchsspieler). Sein Debüt in der MLS gab Gala am 2. Juni 2007 gegen die Colorado Rapids und kam im Saisonverlauf zu vier weiteren Einsätzen, davon drei von Beginn an. In den folgenden beiden Spielzeiten konnte er sich nicht entscheidend durchsetzen und kam 2008 und 2009 nur zu je einem weiteren Ligaeinsatz; überwiegend wird er in der Reserverunde der MSL eingesetzt. Im Sommer 2009 gelang ihm in einem Freundschaftsspiel gegen Real Madrid der Ehrentreffer bei der 1:5-Niederlage Torontos. Seit November 2010 ist Gala vereinslos.
2007 gehörte Gala zum kanadischen U-20-Aufgebot bei der Junioren-WM im eigenen Land. Beim Vorrundenaus kam er zu einem Kurzeinsatz im bedeutungslosen letzten Gruppenspiel.